# Hrabstwo Eddy (Nowy Meksyk)
Hrabstwo Eddy (ang. Eddy County) – hrabstwo w stanie Nowy Meksyk w Stanach Zjednoczonych.

## Miasta
- Artesia
- Carlsbad

## Wioski
- Hope
- Loving

## CDP
- Atoka
- Happy Valley
- La Huerta
- Livingston Wheeler
- Loco Hills
- Malaga
- Morningside
- Whites City